# Macabeo (uva)

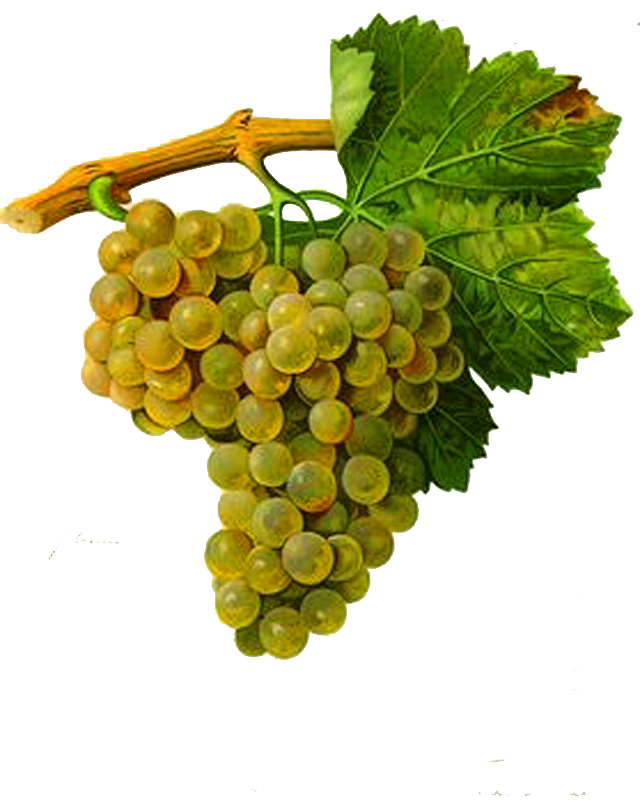
Racimo de macabeo.

La macabeo, también muy conocida como viura, es una variedad de uva blanca de vino. En España es habitual en la producción de vino blanco de La Rioja, Aragón, Comunidad Valenciana y en la producción de cava en Cataluña, también es habitual su producción en la región francesa Languedoc-Rosellón.

## Regiones
En 2004 había 32.000 ha de viñedos de esta variedad en España y en 2007 se contabilizaron 2800 ha en Francia.
Según la Orden APA/1819/2007, de 13 de junio (BOE del día 21), está variedad autorizada como uva de vinificación en Aragón; está recomendada en la Comunidad Valenciana, Extremadura, Región de Murcia, País Vasco, La Rioja, Aragón, Castilla-La Mancha, Castilla y León y Cataluña. 
Por otro lado, las comunidades autónomas en las que está autorizada son: Andalucía, Baleares, Galicia, Comunidad de Madrid y Navarra. Esta variedad se utiliza principalmente para elaborar los blancos de La Rioja, el vino espumoso de Rueda o para el Cava. También se cultiva en otras Denominaciones: Alicante, Bullas, Calatayud, Cigales, Costers del Segre, Méntrida, Rueda, Utiel-Requena, Valdepeñas, Panadés y Cuenca de Barberá.
Considerada variedad principal en las denominaciones de origen Calatayud, Cuenca de Barberá, Costers del Segre, Navarra, Panadés, Rioja, Somontano, Tarragona y Terra Alta.

## Historia
La primera mención hasta la fecha sobre la variedad macabeo se extrae de un texto de Lluís Ponç d’Icard del año 1564, el cual sitúa la producción de esta variedad en el Camp de Tarragona que conjuntamente con otras variedades abastece Barcelona, aunque su origen es controvertido situándolo dependiendo de los expertos también en zonas del Pirineo aragonés o francés.

## Viticultura
Es una planta de rendimiento elevado. Es muy sensible a la botrytis cinerea, es resistente a las heladas y su cultivo está aumentando mucho. Sus racimos son de tamaño grande y compactos. Las bayas tienen tamaño grande, la piel fina y el color dorado. Sus aromas se asemejan a la palomino pero esta uva tiene más color y más cuerpo dando a los caldos ese toque meloromántico en función del tiempo de fermentación. Su composición alcohólica en temporada media es de 13º de alcohol. Produce un vino de delicado aroma y color amarillo pálido pajizo con tonos verdes. No suelen ser vinos muy alcohólicos, situándose la graduación entre el 9 y el 10,5%.

## Vinos

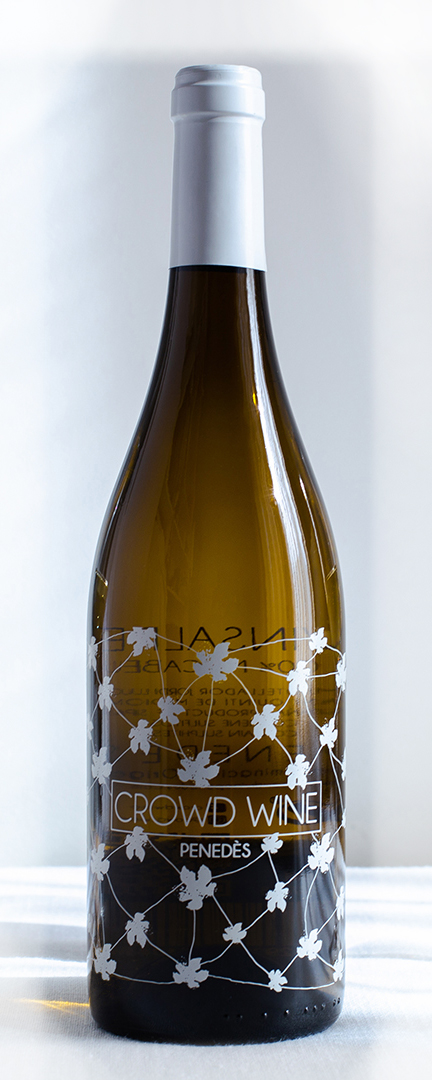
Vino blanco artesanal Crowd Wine Penedès elaborado con la uva [https://crowdwinepenedes.com/es/macabeo/ Macabeo

Esta uva es muy usada para hacer vinos blancos jóvenes de acidez media, que pueden mezclarse con otras variedades de uvas blancas o tintas. Es la uva blanca más frecuente en el vino blanco de La Rioja y a veces se añade en pequeñas cantidades a los vinos de tempranillo y garnacha tinta en versiones sin crianza en barrica.
Fue introducida en La Rioja tras la epidemia de filoxera, sustituyendo en muchos viñedos a la malvasía y a la garnacha blanca, por la capacidad de sus vinos para resistir la oxidación.
Algunos productores de La Rioja hacen vinos "de calidad superior" (Reserva y Gran Reserva). La crianza de estos vinos puede durar décadas y con ella se producen vinos distinguidos y muy aromáticos. La macabeo suele mezclarse también con charelo y parellada para hacer cava, que es el vino blanco espumoso más conocido de España. También se emplea para crear un licor usado para hacer la absenta Obsello.
En el Rosellón, la macabeo cosechada de forma tardía también se usa para producir vin doux naturel fortificados.

## Sinónimos
La macabeo también es conocida con los siguientes sinónimos: blanca de Daroca, charas blanc, forcalla, gredelín, lardot, listan andaludschii, listan andaluzskii, lloza, macaban, macabeu, maccabeo, maccabeou, maccabeu, makkobeo, malvoisie, provensal, queue de Renard, rossan, subirat, tokay, ugni blanc, viuna, viura, . Algunos de estos sinónimos también se usan para otras variedades de uva.